# Hipparchia maderensis
Hipparchia maderensis, Sátiro-da-Madeira, é uma espécie de insetos lepidópteros, mais especificamente de borboletas pertencente à família Nymphalidae. É uma espécie endémica da ilha da Madeira. O seu habitat natural são planaltos rochosos com a presença de gramíneas acima dos 1000 m de altitude .
A autoridade científica da espécie é Bethune-Baker, tendo sido descrita no ano de 1891.
Trata-se de uma espécie presente no território português.